# Prince du Mexique

Drapeau du Second Empire mexicain.

Prince du Mexique ou prince impérial (en espagnol Príncipe Mexicano, Príncipe Imperial) est un titre créé en 1822 par l'empereur Augustin Ier du Mexique. Il est actuellement porté par les prétendants légitimistes au trône du Mexique (Rodrigo Fernandez, Pablo Fernandez et Juan Fernandez). Par ailleurs, l'actuel « prince impérial » du Mexique porte également le titre de « comte de Götzen ».

## Décrets reflètent la succession
La principauté du Mexique fut décrété pour le gouvernement mexicain pour deux fois.
- La monarchie impériale mexicaine en plus d'être modérée et constitutionnelle, est aussi héréditaire.
- Par conséquent, la nation appelle à la succession de la couronne par décès de l'actuel empereur, son fils aîné, don Agustín Jerónimo de Iturbide. La Constitution de l'Empire fixera l'ordre de succession à la couronne.
- Le prince héritier sera appelé prince impérial et aura le traitement d'« altesse impériale ».
- Les fils ou les filles légitimes de l'empereur seront princes du Mexique et auront le traitement d'« altesse ».
- Don José Joaquín de Itúrbide y Arreguí, père de l'empereur, est titré de prince de l'Union avec traitement d'« altesse ». Il est également accordé le titre de princesse d'Iturbide avec traitement d'« altesse » à doña María Nicolasa de Itúrbide y Arámburu, sœur de l'empereur.
- La Nation mexicaine adopte pour forme de gouvernement la monarchie modérée et héréditaire sous un prince catholique.
- Le souverain prendra le titre d'empereur du Mexique.
- La couronne impériale sera offerte à S.A.I. le prince Maximilien de Habsbourg, archiduc d'Autriche, pour lui et ses descendants
- Dans le cas où, par des circonstances imprévisibles, l'archiduc Maximilien de Habsbourg ne prendrait pas possession du trône qui lui est offert, la Nation mexicaine s'en remet à la bienveillance de S.M. Napoléon III, empereur des Français, pour qu'il désigne un autre prince catholique à qui la couronne sera offerte.

## Liste des princes du Mexique

### Prince de l'Union
- 22 juin 1822 - 19 novembre 1825: José Joaquín de Iturbide y Arreguí

### Prince d'Iturbide
- 22 juin 1822 - 4 février 1840 : María Nicolasa de Iturbide y Arámburu
- 16 septembre 1865 - 26 février 1895 : Salvador Agustín de Iturbide

### Prince mexicain
- 22 juin 1822 - 11 décembre 1866: Agustín Jerónimo de Iturbide
- 22 juin 1822 - 15 juillet 1871: Sabina María de la Concepción de Iturbide
- 22 juin 1822 - 2 octobre 1828: Juana de Dios María Francisca Ramona Ignacia de Iturbide
- 22 juin 1822 - 5 décembre 1891: Josefa de Iturbide
- 22 juin 1822 - 28 janvier 1872: Ángel María José Ignacio Francisco de Xavier de Iturbide
- 22 juin 1822 - 10 juillet 1849: María Jesus de las Angustias Juana Nepomuceno de Iturbide
- 22 juin 1822 - 10 juillet 1820: María de los Dolores de Iturbide (à tire posthume ?)
- 22 juin 1822 - 7 juin 1856: Salvador María de Iturbide
- 22 juin 1822 - 19 novembre 1853: Felipe Andrés María Guadalupe de Iturbide
- 22 juin 1822 - 9 mai 1873: Agustín Cosme de Iturbide

### Prince impérial
Les chefs de la Maison impériale du Mexique.
- 19 mai 1822 - 16 septembre 1865: Agustín Jerónimo de Iturbide y Huarte, « Augustin II »
- 16 septembre 1865 - 3 mars 1925: Agustín de Iturbide y Green, « Augustin III »
- 3 mars 1925 - novembre 1949: Baronne Marie Josephe Sophie de Iturbide, « Marie Ire »
- novembre 1949 - aujourd'hui: Comte Maximilien von Götzen-Iturbide, « Maximilien II »